# Отто Крістіан Шмідт
Отто Крістіан Шмідт (нім. Otto Christian Schmidt; 23 березня 1885, Нойнкірхен — 24 липня 1944, Штутгарт) — німецький льотчик-ас, оберлейтенант Прусської армії (9 жовтня 1915), майор резерву люфтваффе.

## Біографія
Син пивовара Фрідріха Філіппа Шмідта (1844–1903). Шмідт вступив в армію ще до Першої світової війни, служив у 9-му гусарському полку, де у 1910 році отримав виробництво в офіцери. Незабаром після початку війни він був призначений в 12-й кінно-єгерський полку, а потім переведений в 120-й піхотний полк. Після поранення у березні 1915 року потрапив в 23-й резервний піхотний полк. Зрештою він став офіцером служби технічного постачання 33-ї дивізії.
Подавши в березні 1916 року рапорт про переведення в авіацію, вже 10 квітня Шмідт був направлений як льотчик-спостерігач у 25-й льотний дивізіон і в його складі здобув свої перші дві перемоги, одну з них — з віцефельдфебелем Велльгаузеном. Пілотом під час атаки на аеростат, що стала його другою перемогою, був майбутній ас лейтенант Ренатус Тайллер.
23 жовтня 1916 року Шмідт вступив в льотне училище і, пройшовши всі іспити, 16 березня 1917 року був направлений в 7-му винищувальну ескадрилью, де здобув ще дві перемоги, поки його не призначили командиром баварської 32-ї винищувальної ескадрильї, в якій він також двічі досяг успіху. Однак Шмідт не був баварцем, тому 19 серпня 1917 року його перевели в 29-ту винищувальну ескадрилью, де він довів рахунок своїх перемог до 10.
24 серпня 1917 року призначений командиром 11-ї винищувальної групи, що включала 7-му, 29-ту, 33-тю і 35-ту винищувальні ескадрильї. 11 вересня 1917 року збив винищувач Nieuport, у якому літав капітан Луїс Флімінг Дженкін з 1-ї ескадрильї Королівського льотного корпусу, кавалер Воєнного хреста, який мав на своєму рахунку 22 перемоги.
18 жовтня 1917 року, під час атаки аеростату, був серйозно поранений наземним вогнем. Після одужання 3 липня 1918 року Шмідт прийняв під своє командування 5-ту винищувальну ескадрилью, де і залишався до кінця війни. Одночасно очолював 2-гу винищувальну групу (5-та, 34-та, 37-ма і 42-га винищувальні ескадрильї).
Всього за час бойових дій здобув 20 перемог, ще 3 залишились непідтвердженими.
В 1938 році прийняв управління пивоварнею Donnerbräu в Саарлуї, також був акціонером пивоварні Schlossbrauerei Neunkirchen в Нойнкірхені. Під час Другої світової війни служив в люфтваффе. В 1940/42 роках звільнений з дійсної служби, після чого був призначений на командний пункт 1-го керівника нічної винищувальної авіації в Штаде. В 1944 році призначений командиром зенітного дивізіону в Штутгарті. Загинув під час бомбардування міста.

## Сім'я
26 серпня 1924 року одружився в Інсбруці з Ельзою-Кларою Клетт (1891–1965). 22 квітня 1943 року пара підписала договір про спадок, згідно якого після смерті останнього з них половина їхніх активів були передані Нойнкірхену і Саарлуї за умови, що доходи від їхньої власності будуть використовуватись для підтримки мешканців цих міст, постраждалих внаслідок останньої війни.

## Нагороди
- Залізний хрест
  - 2-го класу (13 жовтня 1914)
  - 1-го класу (4 березня 1915)
- Нагрудний знак пілота-спостерігача (Пруссія) (22 липня 1916)
- Нагрудний знак військового пілота (Пруссія) (27 травня 1917)
- Почесний кубок для переможця у повітряному бою
- Королівський орден дому Гогенцоллернів, лицарський хрест з мечами (19 вересня 1917)
- Нагрудний знак «За поранення» в чорному
- Пам'ятний знак пілота (Пруссія)
- Почесний хрест ветерана війни з мечами
- Медаль «У пам'ять 1 жовтня 1938 року»
- Застібка до Залізного хреста
  - 2-го класу (1940)
  - 1-го класу
- Нагрудний знак зенітної артилерії люфтваффе

Був представлений до нагородження орденом Pour le Mérite, проте через Листопадову революцію не встиг отримати нагороду.